# Dalton City
Dalton City – wieś w Stanach Zjednoczonych, w stanie Illinois, w hrabstwie Moultrie.

## Demografia
Zgodnie ze spisem statystycznym z 2000 r., miasto liczyło 581 mieszkańców. W 2023 r. liczba mieszkańców spadła do 439 osób, a gęstość zaludnienia poniżej 275 osób/km².